# Trophée des Grimpeurs 2001
Il Trophée des Grimpeurs 2001, settantacinquesima edizione della corsa e valida come evento del circuito UCI categoria 1.3, si svolse il 6 maggio 2001 su un percorso di 132.8 km. Fu vinto dal francese Didier Rous che terminò la gara in 3h07'57", alla media di 42,394 km/h.
Al traguardo 61 ciclisti portarono a termine il percorso.

## Ordine d'arrivo (Top 10)
| Pos. | Corridore            | Squadra         | Tempo    |
| ---- | -------------------- | --------------- | -------- |
| 1    | Didier Rous          | Bonjour         | 3h07'57" |
| 2    | Laurent Brochard     | Jean Delatour   | s.t.     |
| 3    | David Moncoutié      | Cofidis         | s.t.     |
| 4    | Stéphane Heulot      | Big Mat         | s.t.     |
| 5    | Patrice Halgand      | Jean Delatour   | a 6"     |
| 6    | Laurent Lefèvre      | Cofidis         | s.t.     |
| 7    | Sandy Casar          | Franç. des Jeux | s.t.     |
| 8    | Benoît Salmon        | AG2R Prév.      | s.t.     |
| 9    | Baden Cooke          | Mercury         | s.t.     |
| 10   | Christophe Agnolutto | AG2R Prév.      | a 12"    |